# 科特迪瓦
象牙海岸共和國（法語：République de Côte d'Ivoire），通稱象牙海岸（Côte d'Ivoire），是西非國家，東接迦納，南臨几内亚湾，西及利比里亚和几内亚，北鄰馬利、布基纳法索。象牙海岸的首都是亚穆苏克罗，而最大城市為阿比让。

## 國名
在法語的意思是「象牙的海岸」（Côte為海岸，d'表屬性，是de在元音前的省略，Ivoire為象牙），故以往不少地方採用意譯稱呼此國：中文為「象牙海岸」、英文為等。不過，1985年10月14日，象牙海岸總統費利克斯·烏弗埃-博瓦尼提出其國名在各語言中沿用此名，不用意譯名。即使法文正字法規定，在複合的行政或政治實體名的各部份間使用連字號（如按此例則國名須寫作），但該國政府並沒有跟隨，而未採用連字號於國名中。
因應該國政府要求，中華人民共和國改用音譯名為科特迪瓦，香港及澳門特區政府亦跟隨。聯合國自1985年12月31日起使用此音譯名。日文也不用漢字譯名，而改為片假名音譯。但中華民國政府現今仍意譯為「象牙海岸」，越南也以意译的方式称呼该国为。
當今不以法語為母語的國家在官方場合大部分使用其法語名，但在各種語言中對其稱呼大多仍保留了意譯的方式：如西班牙稱該國為；而葡萄牙則稱之為。德語國家稱該國為，但稱該國人民就用法語衍生的名稱或。

## 歷史

### 法國統治時代
歐洲船隻大約於1460年代到達象牙海岸，而目前對於這個時代之前的象牙海岸的歷史所知不多。目前象牙海岸主要的族群都是在較晚的時候才移入的：Kru族約於1600年從利比里亚移入，而Senoufo族與Lobi族則是從布基纳法索與馬里向南移入象牙海岸。直到十八、19世紀後，Akan族以及屬於Akan族的其中的一支的Baoulé族才從迦納移入象牙海岸的東部地區，而Malinké族從幾內亞移入象牙海岸的西北部地區。
與鄰國迦納相比，象牙海岸受到奴隸貿易的破壞程度相對較少，這是因為歐洲進行奴隸交易及貿易的船隻比較偏好其它鄰近有較好港口的海岸地區之故。1840年代，法國對此地顯示出了興趣，並且誘使海岸地區的酋長給予法國商人貿易上的壟斷權利。自此之後，法國在當地建立了海軍基地，將他國勢力摒除於外，並且有系統地對內陸地區展開征服行動。一直到1890年代，經過了漫長的戰爭，擊退了從甘比亞來的Mandinka族的勢力，才完成了對象牙海岸的征服行動。1893年3月10日象牙海岸正式成為法國的殖民地。而對Baoulé族及其他東部地區的族群游擊式的戰事則是一直持續到了1917年。
法國的統治之下，刺激出口成了主要的目標，很快地，咖啡、可可、棕櫚等作物便種植在海岸地帶。當此時中、西非其它地區的法國人及英國人通常是當地行政人員之際，象牙海岸成了唯一有較多數量的“新移民”的地區。結果是，三分之一的可可、咖啡、香蕉園被法國公民所控制，而令人憎惡的強制勞動制度變成了經濟的基礎。

### 獨立建國與經濟繁榮
一位巴烏萊（Baoulé）族酋長之子——費利克斯·烏弗埃-博瓦尼——成了象牙海岸的獨立之父。1944年他爲了像他一樣的可可農成立了該國的第一個農業公會。他們招募移民工人在自己的農田工作以抗衡偏袒法國農園園主的殖民政策。博瓦尼很快就升至要位，並且在一年內被選入了在巴黎的法國國會。一年之後，法國廢除了強制勞動制度。之後，博瓦尼慢慢放棄了他年輕時較為激進的立場，而法國政府則以讓他成為第一位歐洲政府中的非裔部長做為回饋。
當象牙海岸在1960年獨立之時是法屬西非最繁榮的地方，出口佔了該區域的40%。博瓦尼成了象牙海岸的第一任總統。他給予農民優惠的價格以進一步刺激出口。咖啡產量顯著增加，把象牙海岸推上了僅次於巴西及哥倫比亞的第三大咖啡出口國。到了1979年，象牙海岸成了世界最大的可可出口國。象牙海岸也成為非洲主要的鳳梨及棕櫚油的產國。推動這片通常稱為“象牙海岸奇蹟”的榮景的是一群法國技師。在非洲的其他地方，歐洲人常常在獨立之後被趕出去，但是在象牙海岸歐洲人卻是不減反增。法裔社區的人口從一萬增加至五萬，其中有許多人從事技師或顧問等等的工作。該國平均每年將近10%的經濟成長率維持了20年，是非洲非產油國家中最高的。

### 經濟衰退
政治上，博瓦尼卻是採行鐵腕統治，新聞並不自由，也只允許單獨一個政黨存在。博瓦尼的一些計畫也被批評爲作秀，例如他花了數百萬美元將他的村莊——亚穆苏克罗——建設成該國的首都的行為便常常為人所譏諷。1980年代早期侵襲象牙海岸的乾旱配上世界經濟不景氣，大大地打擊了象牙海岸的經濟。由於過度砍伐原木以及砂糖價格下跌，象牙海岸的外債增加了三倍。阿比让犯罪率的增加登上了歐洲的新聞報導。

### 1990年代

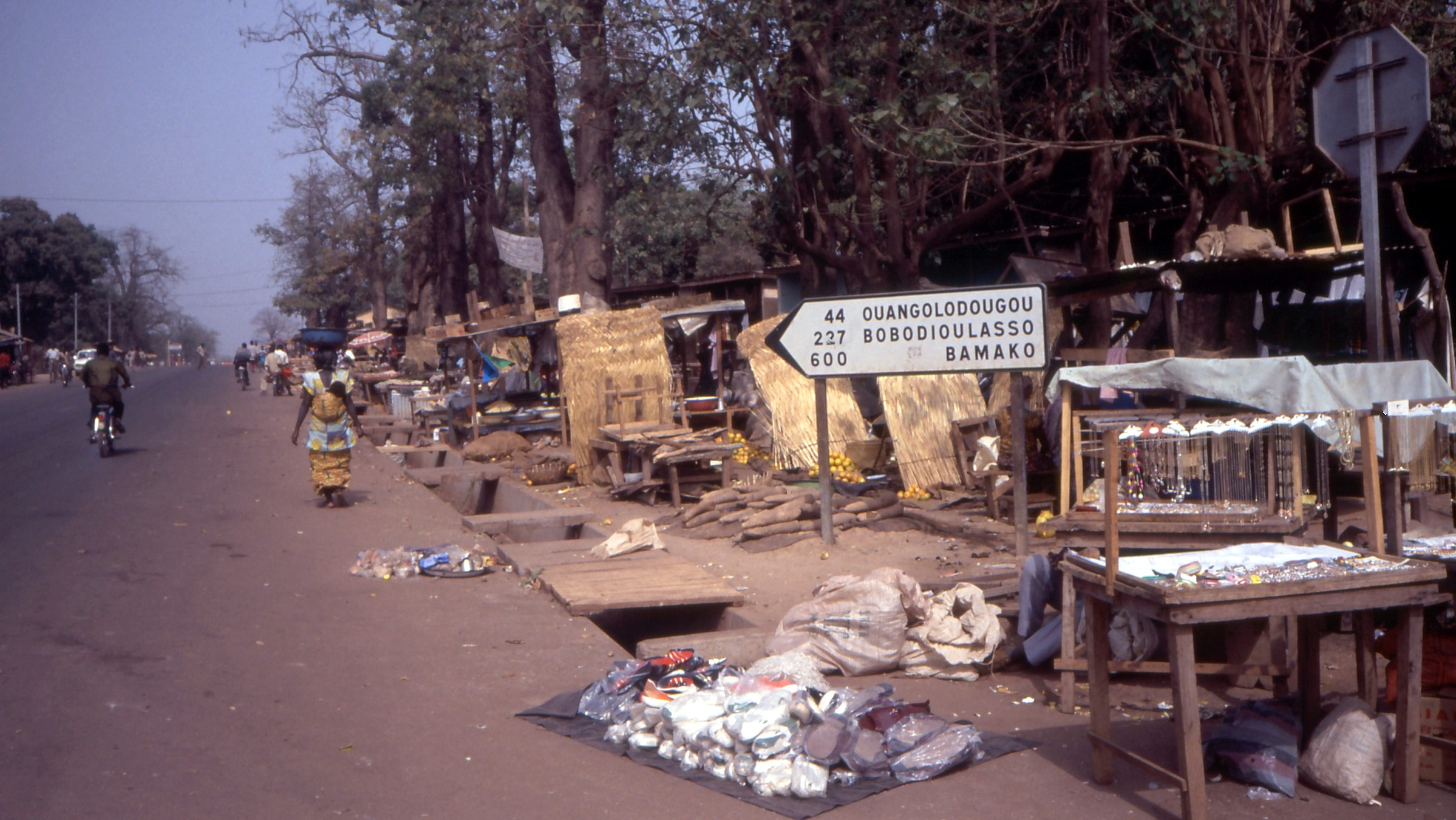
90年代的象牙海岸街頭

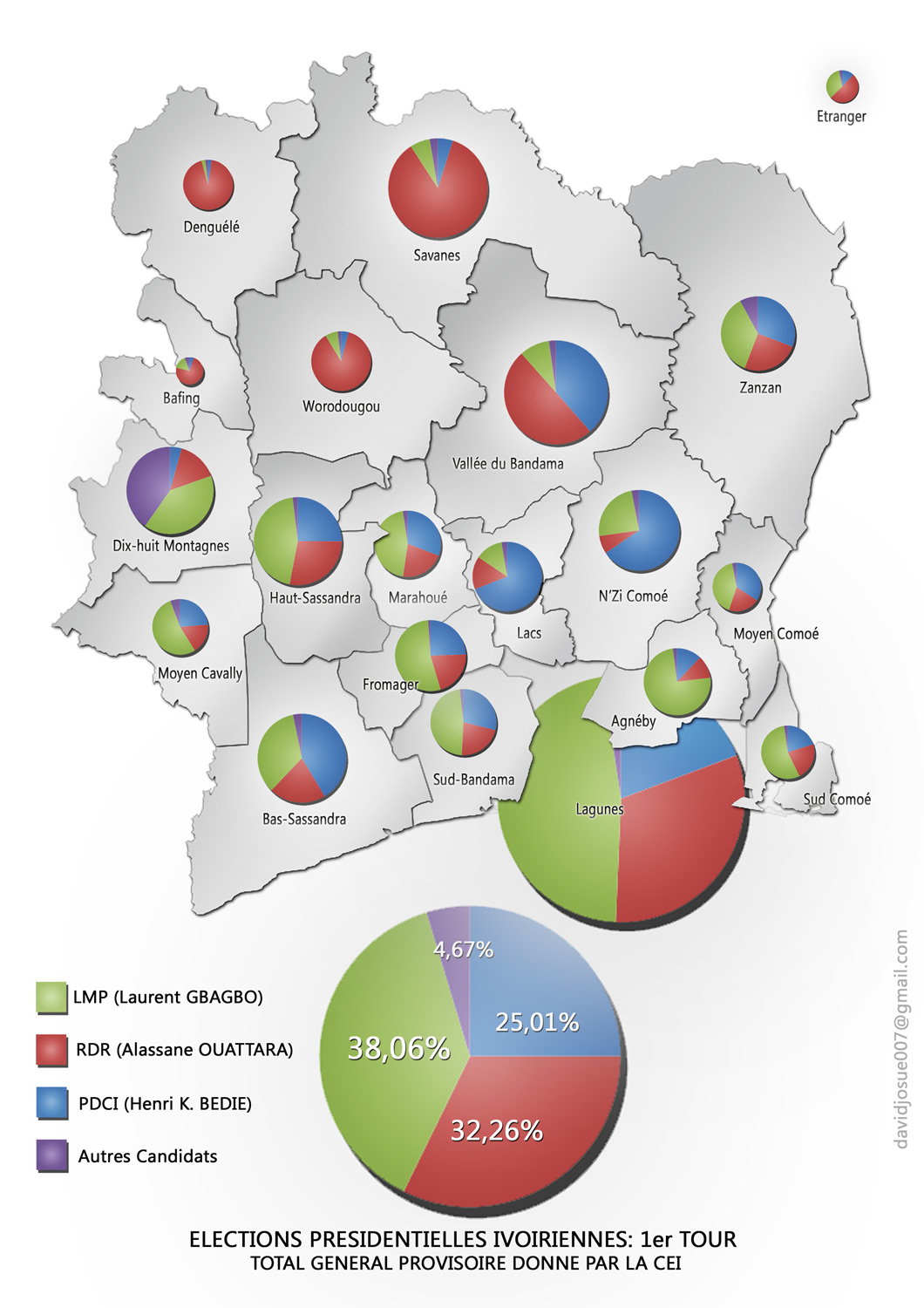
2010年選舉結果

1990年，數百名公務員罷工，學生也加入抗議貪污的行列。抗議聲浪使政府轉向同意多黨制度。與此同時，博瓦尼日漸衰弱並在1993年去世。时任议长的亨利·科南·贝迪埃繼任總統。
1995年10月，贝迪埃在選舉中大勝分裂的反對派而連任。他再度緊縮政治自由，並且監禁數百位反對派支持者。但是此時，至少在表面上看來，經濟前景卻是看好的，通貨膨脹減少，也嘗試要削減外債。
博瓦尼一直很小心避免族群冲突，也讓從鄰近國家來的移民有歸化象牙海岸的權利。与博瓦尼不同，貝迪埃強調“象牙海岸”（Ivoirité）的觀念，並藉此剝奪了他的政治對手——雙親之中只有一位是象牙海岸人的阿拉薩內·瓦塔拉在未來參選總統的資格。象牙海岸有許多來自布基納法索的移民，而贝迪埃的政策剝奪了許多來自布基納法索的移民的象牙海岸的國籍，也造成了國內許多族群間的關係的緊繃。
與此同時，貝迪埃也除去了許多在軍中潛在的反對者。在1999年底，一群不滿的軍官發動了象牙海岸獨立以來的第一次政變，罗贝尔·盖伊（Robert Guéï）將軍掌權，貝迪埃則流亡法國。

### 2000年代
2000年10月舉行了一次選舉，洛朗·巴博与盖伊在這次選舉中互相競爭。然而，這次選舉既不平靜也不民主。盖伊試圖操縱選舉，結果引發民眾不滿抗議，導致180人死亡，盖伊也很快地下臺，而選舉中可能獲勝的候選人洛朗巴博上臺。此外，瓦塔拉則是因為他的布基納法索國籍而被最高法院判定為不符合參選資格，此事件導致瓦塔拉主要分布在北部的穆斯林支持者在首都亚穆苏克罗與鎮暴警察發生衝突。
2002年9月19日發生了兵變，叛軍佔據了該國的北部。在阿比让，前總統盖伊也在自宅中遇害。瓦塔拉則是躲入了法國大使館中避難。這一天到底發生了什麼事情目前還沒有定論。有些人報導這是一起軍事政變的企圖，但是也有其它消息來源指稱，一些反對派被支持巴博的武裝份子處決，而叛變則是未經事先計畫的反應。政府與叛軍的初步的停火協議只維持了很短暫的時間。很快地，爭奪主要可可產地的戰火重燃。法國派遣軍隊維持停火線，而民兵、軍閥和主要來自利比里亚及塞拉利昂的武裝份子則趁機佔據該國西部的部分地區。
2003年1月，巴博與叛軍領袖簽署《马尔库西协议》成立國家聯合政府。戒嚴結束，法國駐軍也開始恢復該國西部的秩序。但是主要的問題依然沒有解決。這個聯合政府極不穩定。2004年3月，120人在反對示威中喪生。雖然聯合國派遣了維持和平部隊，巴博與反對派之間的關係仍然緊張。
2005年12月28日，科特迪瓦完成过渡政府的组建。夏尔·科南·班尼出任总理，政府由10个党派组成。2007年3月29日，总统巴博任命纪尧姆·索罗为政府总理。
新的一届选举于2010年举行，这次选举是自从科特迪瓦革命战争自后首次全国大选，外界期望新的政府领导成员能够让科特迪瓦重新走向民主进步经济繁荣与法治健全的国家。
2010年12月4日，阿拉薩內·瓦塔拉和洛朗·巴博各自堅持自己獲勝，分別宣誓就任總統，使科特迪瓦陷入戰爭危機，但美國、非洲聯盟和聯合國及西方組織普遍承認阿拉薩內·瓦塔拉獲勝。
2011年4月11日，洛朗·巴博被逮捕。

## 行政区划
象牙海岸行政區劃一級為大區（District），二級為地區（region），三級為省（department），四級為副省（sous-préfectures），至2013年止，共有大區14個，地區31個，省108個，副省510個。（régions）：各区下设省，共58个省。

## 政治
從1983年起，科特迪瓦正式的首都從阿比让遷至亚穆苏克罗，但是實際上的行政中心還是在阿比让。許多國家的大使館也都還在阿比让。科特迪瓦的人民仍然為此時尚在持續的內戰所苦。國際間的人權組織也注意到了雙方對待受俘的非戰鬥人員的行為以及兒童奴工重新在可可產業中出現等等的問題。
從2002年9月19日的事件發生以後（參看“歷史”），發生了象牙海岸革命戰爭，北部由叛軍“新军”控制。新的總統大選本來預計在2005年10月舉行。然而，由於準備工作延宕，選舉未如期舉行。
度過了2002年到2011年的政治危機後，依靠貿易和可可巨大生產量成為了非洲成長最快的經濟發展新星之一，但軍隊卻是由過去內戰的叛軍和政府士兵組成，由於歷經多年衝突，軍隊也未完全整合改革，內部時常有分裂的聲音。2017年1月起因為士兵不滿薪資待遇等問題，叛亂從第二大城市布瓦凱(Bouake)一直蔓延到首都阿必尚(Abidjan)，三座大城市出現軍事叛亂，但不久後國防部長東瓦伊(Alain-Richard Donwahi)及隨行的幾名人質被放出。軍隊表示並非要政變，只是被迫與政府談判薪資問題。

## 地理
科特迪瓦位於非洲西部海岸，南向幾內亞灣，西接利比里亞及幾內亞，北鄰馬里和布吉納法索，東靠加納。面积322463平方公里，海岸线长550公里。境内地势由西北略向东南倾斜，总体起伏不大，西北部为海拔500～1000米的芒达山和丘里山地，北部为海拔200～500米的低高原，东南部为海拔50米以下的沿海潟湖平原。最高峰为位於科特迪瓦与几内亚边境的宁巴山，海拔1752米。主要河流呈南北走向，有邦达马河（950公里）、科莫埃河（900公里）、萨桑德拉河（650公里）和卡瓦利河（600公里），河流总流长3100多公里，总流域面积232，700平方公里。属热带气候。北纬7°以南为热带雨林气候，北纬7°以北为热带草原气候。2～4月气温最高，平均为24～32℃；8月气温最低，平均为22～28℃。

### 地形
一般說來，全國地勢由南向北逐漸加高，中部有少數海拔914到1524公尺的山峰，高原表面由砂礫所構成。

### 地理區
這個國家的地形，自南部海岸穿越全國直到北方邊境，可以明顯地區分為鹹水湖、森林和草原等三個地區。

#### 鹹水湖區
鹹水湖區從弗烈斯哥到迦納邊界，長約297公里；這一個地區由一條狹長的沙洲將它和大西洋隔開，沿著海岸到賴比瑞亞之間，多數是高聳的岩岸。鹹水湖區呈赤道性氣候，氣溫經常在攝氏24.4到28.3度（華氏76度到83度）之間，濕度也在77%到85%左右。在每年140天的濕季中，降雨量高達3250公釐。

#### 森林區

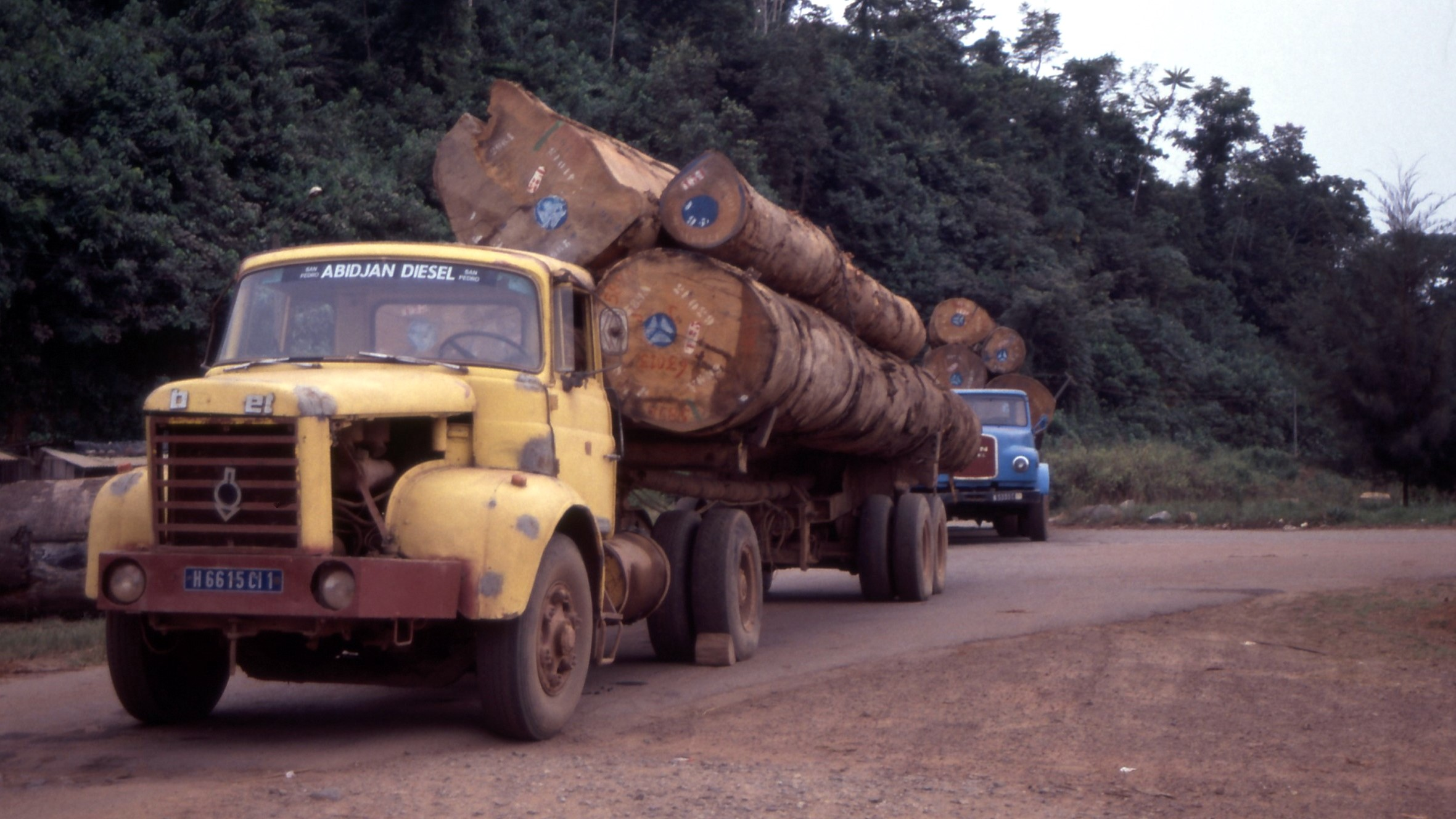
伐木是當地主要產業

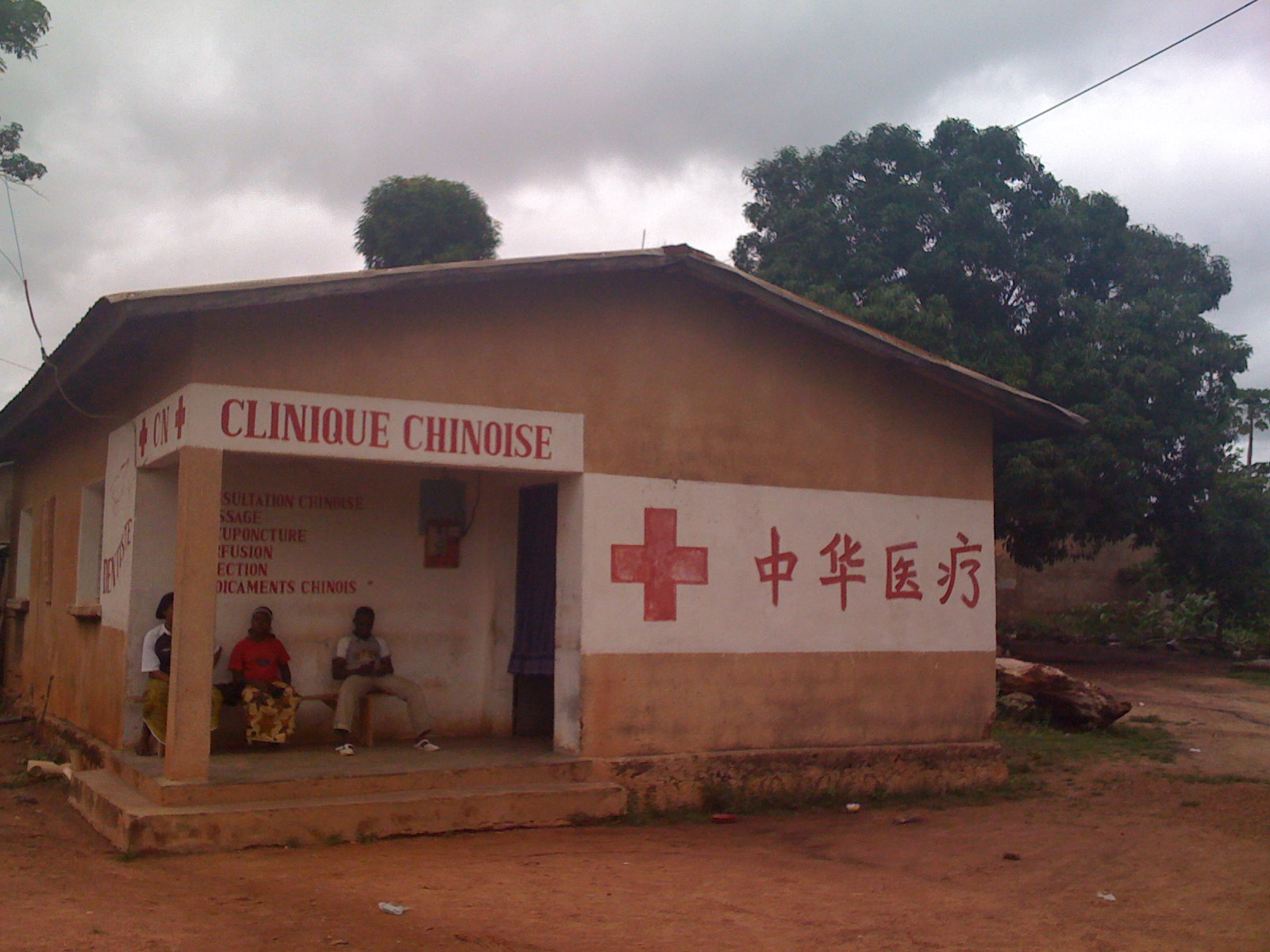
中國醫療站

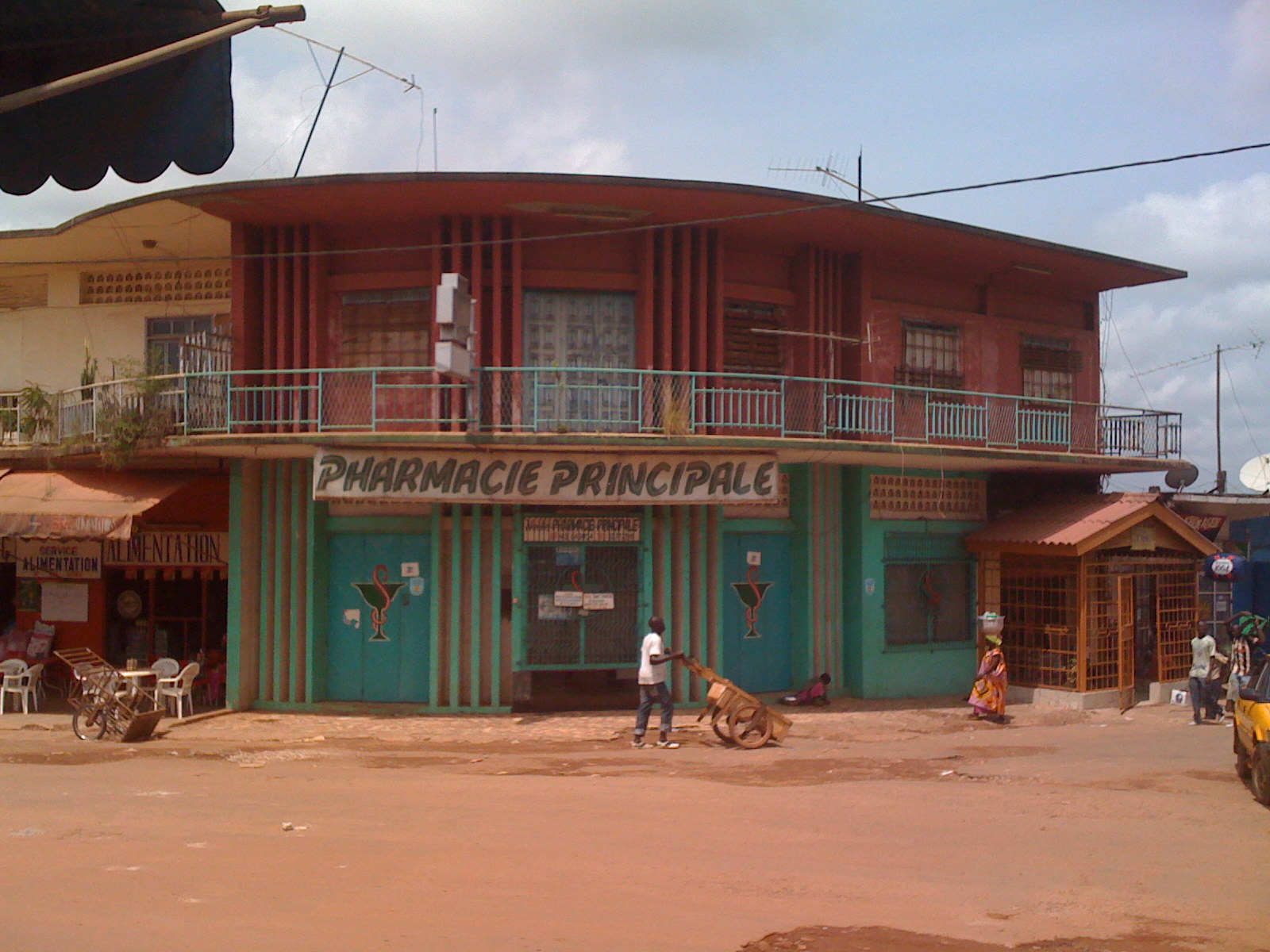
商業區

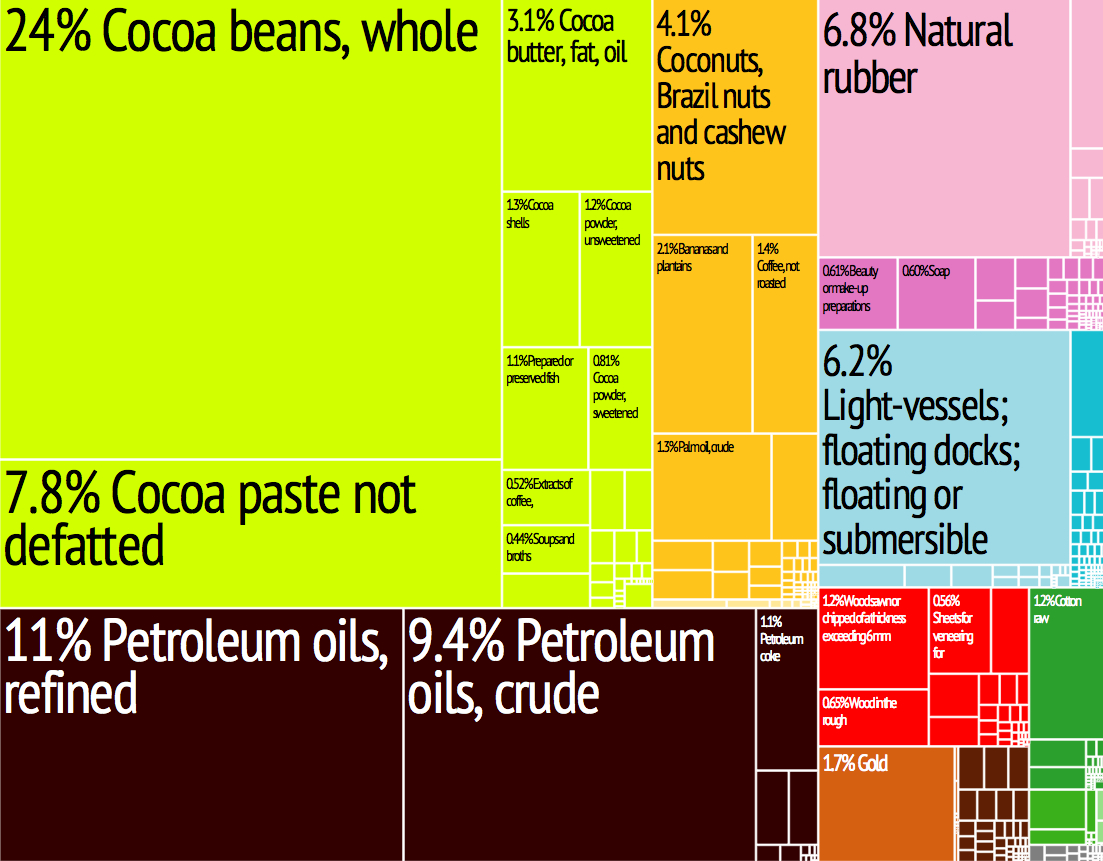
出口品

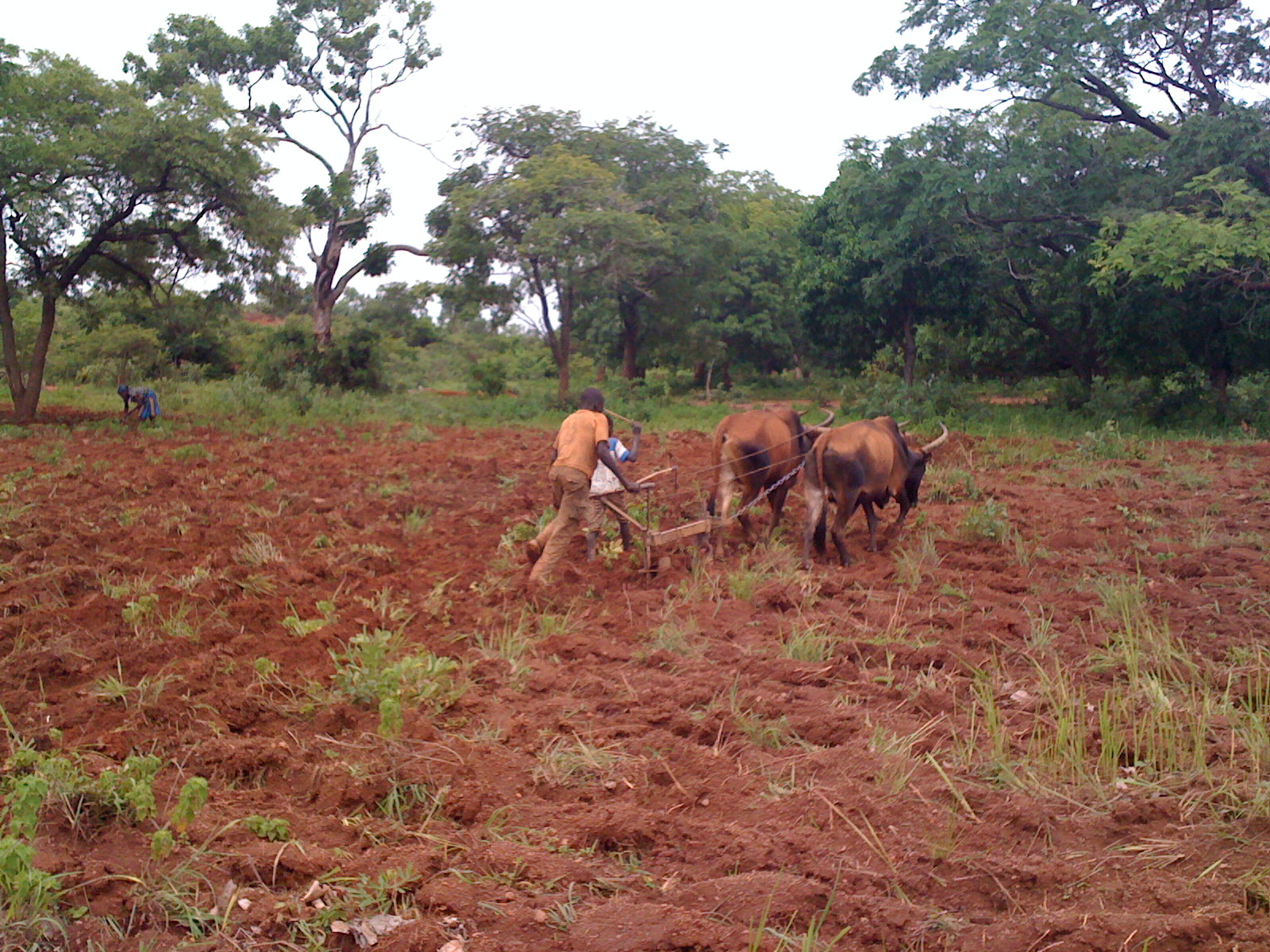
科特迪瓦農村

森林地區位於鹹水湖區之後，一般樹木平均高度達24公尺，樹冠互相銜接，形成濃厚的綠蓋。有的大森林高度超過45公尺，還有許多矮小的樹群生長在大森林的樹蔭間。這個地區是亞赤道氣候，濕度較低，約為71%，溫度變化無常，通常在攝氏13.9到39.4度（華氏57度到103度）之間，年雨量約990公釐到2490公釐。

#### 草原區
草原區靠近北部邊境，是一處植物滋長的大草原。這個地區屬熱帶氣候，並分成十分明顯的乾濕兩季，由東北方撒哈拉沙漠吹來乾燥多塵的亞爾瑪丹風，使此區域自每年十二月起到第二年的二月止成為乾冷季節，每年三月到十一月是濕熱季節。

### 氣候
象牙海岸雨季的情形是特別，沒有連下十天、八天的雷雨，也沒有綿綿不斷的毛毛雨，經常是每隔一兩天下一場傾盆大雨，下一兩個小時後又雨過天晴，涼風習習。

### 水系
象牙海岸境內主要河流有柯摩河、邦達馬河、沙桑特拉河和加瓦拉河等，都向南流；所有河流雖然只能夠通航六十多公里，但是對於漂運木材已相當便利。

## 經濟
科特迪瓦在1960年獨立後，與法國仍保持緊密的聯繫。多樣化農產品的出口和鼓勵外資進入的政策使科特迪瓦成為熱帶非洲其中一個最繁榮的國家，但是，近年來科特迪瓦正面對全球農產品價格下降，使該國的主要農產品可可和咖啡的出口面臨較大的競爭；加上當地嚴重的貪污情況，農民和出口商的生活變得困難。
科特迪瓦同时也是非洲工商业法规一体化组织的成员国之一。

## 人口及語言
人口约2195万（2012年）。全国有69个民族，主要分4大族系：阿肯族系（约占42％）、曼迪族系（约占27％）、克鲁族系（约占15％）和沃尔特族系（约占16％）。
象牙海岸的各族群使用65種語言。其中官方語言是法語，是该国各族群间的共通语，也是前宗主国法国的官方语言，在主要城市、學校里广泛使用，该国也是非洲使用法语人口比例最高的国家之一。而本土语言中，穆斯林族群使用的迪乌拉語較常見，迪乌拉語同時也是貿易語言。
科特迪瓦是其中一個經濟發展最成功的西非國家。现在科特迪瓦大約20%的人口是來自鄰國利比里亞、布基纳法索和幾內亞的勞工，其中大部分为穆斯林，且有增长之势；而科特迪瓦仍占多数的當地原住居民則大部分信奉天主教或新教，少数信奉原始宗教。因此科特迪瓦本土居民与来自邻国的穆斯林劳工之间時有摩擦。此外，科特迪瓦还有4%的人口不是非洲黑人，他们大多是来自西欧的公民，還有來自北美以及黎巴嫩的基督徒。

## 交通
象牙海岸境內交通相對發達，航空交通较方便，國內有阿必尚、雅穆索戈、曼鎮、達勞亞、加尼奧阿、丁博克羅、薩桑德拉和布瓦凱等8個主要機場，另外還有20個小機場，有國際航線班機直接和巴黎連絡，和非洲各鄰國及歐美各大城市間，也有班機往返；國內航線也忙碌。在海上運輸方面，國內的重要港口有阿必尚、薩桑德拉、塔布達和柏勒貝等港，可與世界各地的大港口通航。
在陸上交通方面，國內公路四通八達，公路全長80000公里，其中6500公里有鋪路面，另有20000公里狀態不佳的公路，還有150000公里的道路不易通行，全國共有各型汽車約三十多萬輛。由於國內大部份都是丘陵地帶，因此公路的路面也起起伏伏，經常上坡下坡，公路兩旁交通標誌齊全，行車舒適。但是在碎石上路上，晴天塵土飛揚，雨天泥濘不堪。國內有一條單線鐵路阿比让—瓦加杜古铁路，自阿必尚向北經由布瓦凯通往布基纳法索，這條鐵路全長1260公里，其中在象牙海岸境內長660公里。但鐵路服務和設備都沒有達到國際水準，每天班次稀少。

## 國際貿易

### 出口貿易
象牙海岸2009年輸出總值約為87.49億美元；主要輸出品有可可、咖啡、棕櫚油、棉花、橡膠、鳳梨、香蕉、木材、紙漿、象牙、礦產和手工藝品等，主要出口貿易國為德國、美國、荷蘭、尼日利亚、法國、意大利及布基纳法索。

### 進口貿易
象牙海岸2009年輸入總值約為64.75億美元；主要輸入品有食物、飲料、飛機、船隻、汽車及零件、輪船、茶、魚貨、菸類、縫紉機、機械、電器、紡織品；水泥、玩具、煤、滑潤油膏、建材、藥品、醫療設備、通信器材、電子計算機、事務儀器、玻璃、鐘錶、原料、假髮和日常消費用品等，主要進口貿易國為尼日利亚、法國、中國及泰國。

## 文化

### 媒体
象牙海岸大部分媒体使用法文，主要的报刊有《博愛晨報》、《象牙晚报》等，还有象牙海岸广播电视台等电子媒体。

### 體育
與其他非洲國家一致，足球是科特迪瓦的第一運動。科特迪瓦國家足球隊歷來為非洲球壇享負盛名的一支強隊，大部份球員效力於歐洲頂級聯賽；並以盛產國際巨星為名。著名球星有退役的杜奧巴和托尼兄弟(高路·托尼和耶耶·托尼)，特拉布宗體育的謝雲奴，里爾的沙洛文卡勞，AC米蘭的基斯爾，多蒙特足球會的施巴斯坦·賀拿，加拉塔薩雷體育俱樂部的韋費特·沙夏，曼徹斯特聯足球會的艾歷·拜利和阿密特·迪亞路，諾定咸森林足球會的沙治·奧利亞、易卜拉欣·桑加雷、韋利·保利等。

## 相關連結
- 法國
- 象牙海岸革命戰爭
- mi-24

## 外部連結
- 象牙海岸政府官方網站 （页面存档备份，存于）
- 维基导游上有關科特迪瓦的旅行指南
- 维基导游上有關科特迪瓦（法文）的旅行指南
- Wikitravel旅遊指南 - 科特迪瓦 （页面存档备份，存于）
- 《世界概况》上有关Cote d'Ivoire的条目
- 中的“科特迪瓦”
- OpenStreetMap上有關科特迪瓦的地理
- 維基媒體的科特迪瓦地圖集  （英文）